# Robert Sedgewick (Informatiker)

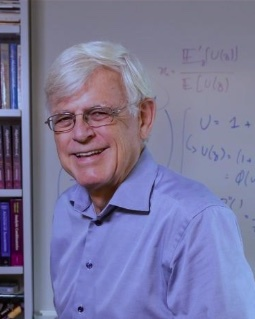
Robert Sedgewick, 2020

Robert Sedgewick (* 20. Dezember 1946) ist US-amerikanischer Informatiker und Autor der Bücherreihe Algorithms.
Sedgewick wurde 1975 bei Donald Knuth an der Stanford University mit einer Arbeit über Quicksort promoviert. Danach war er bis 1985 an der Brown University, bevor er Professor und Gründungsvorsitzender der Informatik-Abteilung der Princeton University wurde.
Er war Gastwissenschaftler in Xerox Parc, am Institute for Defense Analyses und am INRIA.
In der Reihe sind die folgenden Ausgaben erschienen:
- Algorithms (in Pascal)
- Algorithms in C
- Algorithms in Modula-3
- Algorithms in C++
- Algorithms in Java

In der Reihe werden die wichtigsten nichtnumerischen und halbnumerischen Algorithmen der Informatik vorgestellt, erläutert und auf ihren Rechenzeit- und Speicherbedarf hin analysiert. Falls zu einem Problem mehrere Algorithmen existieren, werden sie in ihrer Leistungsfähigkeit und in ihrem optimalen Anwendungsbereich verglichen.
Er ist im Aufsichtsrat der Softwarefirma Adobe Inc.
Mit Philippe Flajolet erhielt er für 2019 den Leroy P. Steele Prize für ihr Buch Analytic Combinatorics.

## Schriften
- Quicksort. Garland Publishing, Inc., New York & London, 1980, ISBN 0-8240-4417-7
- Algorithms. Addison-Wesley, Reading, Massachusetts, 1988, 4. Auflage mit Kevin Wayne 2011,  ISBN 978-0-321-57351-3.
- Algorithms in Modula-3. Addison-Wesley, Reading, Massachusetts, 1993, ISBN 0-201-53351-0
- mit Philippe Flajolet: Analytic Combinatorics, Cambridge University Press 2009.
- mit Philippe Flajolet: An introduction to the analysis of algorithms, Addison-Wesley 1995
- mit Kevin Wayne: An Introduction to Programming in Java: An Interdisciplinary Approach, Addison-Wesley 2007
- mit Kevin Wayne: An Introduction to Programming in Python: An Interdisciplinary Approach, Addison-Wesley, 2015, ISBN 978-0134076430.
- mit Kevin Wayne: Computer Science: An Interdisciplinary Approach, Addison-Wesley, 2016, ISBN 978-0134076423.